# Faruk Gürler
Ömer Faruk Gürler (* 1913 in Istanbul; † 23. August 1975 ebenda) war ein türkischer General, der zuletzt zwischen 1972 und 1973 Chef des Generalstabes (Genelkurmay Başkanı) der türkischen Streitkräfte (Türk Silahlı Kuvvetleri) war. 1973 war er Kandidat der Militärführung für das Amt des Staatspräsidenten, scheiterte jedoch bei der Abstimmung in der Großen Nationalversammlung der Türkei, so dass der frühere Admiral und damalige Senator Fahri Korutürk am 6. April 1973 Nachfolger von Cevdet Sunay als Staatspräsident wurde.

## Leben

### Offiziersausbildung und Aufstieg zum Generalstabschef
Nach dem Besuch der Kuleli-Kadettenanstalt absolvierte Gürler zwischen 1929 und 1931 die Militärschule (Harp Okulu), die er als Unterleutnant der Artillerie beendete. Nachdem er die Artillerieschule (Topçu Sınıf Okulu) besucht hatte, diente er zwischen 1933 und 1939 in verschiedenen Artillerieeinheiten und war zuletzt Zugführer. 1939 trat er als Offiziershörer in die Militärakademie (Harp Akademisi) ein und fand nach deren Abschluss 1942 Verwendungen als Offizier und Stabsoffizier in verschiedenen Militäreinheiten wie zuletzt im Hauptquartier der Allied Forces Southern Europe (AFSOUTH) der NATO in Neapel.
Nach seiner Beförderung zum Brigadegeneral wurde er 1959 zunächst stellvertretender Kommandant der Militärschule sowie danach stellvertretender Kommandant der Militärakademie. Nachdem er 1962 zum Generalmajor befördert worden war, wurde er zunächst Vize-Unterstaatssekretär im Verteidigungsministerium und war im Anschluss stellvertretender Kommandierender General des XV. Armeekorps.
1963 wurde Gürler zum Generalleutnant befördert und war als solcher zuerst Kommandierender General des V. Armeekorps sowie danach Chef des Stabes der Landstreitkräfte (Türk Kara Kuvvetleri). Nachdem er 1966 zum General befördert worden war, wurde er zum Unterstaatssekretär im Verteidigungsministerium ernannt und war danach stellvertretender Generalstabschef, ehe er Oberbefehlshaber der 2. Armee wurde. 
Am 28. August 1970 wurde er als Nachfolger von Nazmi Karakoç zum Kommandeur der Landstreitkräfte ernannt und bekleidete diese Funktion zwei Jahre lang bis zu seiner Ablösung durch Semih Sancar, der zwei Jahre zuvor bereits sein Nachfolger als Oberbefehlshaber der 2. Armee geworden war. In diese Zeit fiel der Militärputsch vom 12. März 1971. Am 12. März 1971 um 13 Uhr wurde über den Radiosender der staatlichen Rundfunk- und Fernsehanstalten TRT die Erklärung der Generäle verlesen. Das Parlament und die Regierung wurden für Anarchie und Bruderkrieg, soziale und wirtschaftliche Unruhe verantwortlich gemacht. Die Zukunft der türkischen Republik sei unter einer schweren Bedrohung. Das Memorandum des Generalstabschefs General Memduh Tağmaç, des Kommandanten des Heeres Gürler, des Kommandanten der Luftwaffe, General Muhsin Batur, und des Kommandanten der Marine, Admiral Celal Eyiceoğlu, forderte die Bildung einer überparteilichen Regierung, die die Schwierigkeiten überwinden könne. Ansonsten seien die Streitkräfte bereit, die Administration selbst zu übernehmen.
Am 26. März 1971 trat Ministerpräsident Süleyman Demirel tatsächlich zurück und wurde noch am gleichen Tag durch Nihat Erim ersetzt, einen Abgeordneten der Cumhuriyet Halk Partisi (CHP) in der Großen Nationalversammlung.
Am 29. August 1972 wurde Gürler schließlich selbst als Nachfolger von General Tağmaç Chef des Generalstabes des Streitkräfte, wurde jedoch auf eigenen Wunsch am 5. März 1973 von dieser Aufgabe entbunden.

### Präsidentschaftskandidat 1973
Nachdem der bisherige Staatspräsident Cevdet Sunay trotz zunehmender Terrorismusaktivität, Studentenunruhen und steigender Putschgefahr bis zum regulären Ende der Amtsperiode am 28. März 1973 im Amt geblieben war, sollte Gürler als Kandidat der Militärführung dessen Nachfolger im Amt des Staatspräsidenten werden.
Allerdings kam es in der Großen Nationalversammlung im ersten Wahlgang, der von Parlamentspräsident Sabit Osman Avcı von der Gerechtigkeitspartei (Adalet Partisi) geleitet wurde, zu einem für die Militärführung überraschenden Ergebnis: Während der Präsidentschaftskandidat der Adalet Partisi, der ehemalige General Tekin Arıburun, der als Präsident des Senats zu der Zeit auch amtierender Staatspräsident war, 282 der abgegebenen Stimmen erhielt, bekam Gürler nur 175 Stimmen. Auf den Kandidaten der Demokratik Parti und ehemaligen Parlamentspräsidenten, Ferruh Bozbeyli, entfielen lediglich 45 Stimmen.
Daraufhin einigten sich der Vorsitzende der Adalet Partisi, Süleyman Demirel, sowie der Vorsitzende der zweitstärksten Partei im Parlament, der Republikanischen Volkspartei (Cumhuriyet Halk Partisi), Bülent Ecevit, auf den ehemaligen Admiral und damaligen Senator Fahri Korutürk, der daraufhin am 6. April 1973 zum Staatspräsidenten gewählt wurde.
Gürler wurde einige Monate später bei den Wahlen vom 14. Oktober 1973 selbst zum Senator gewählt und gehörte dem Senat bis zu seinem Mandatsverzicht aus gesundheitlichen Gründen am 5. Juni 1974 an. Nach seinem Tode am 23. August 1975 wurde er auf dem Cebeci-Friedhof in Ankara beigesetzt.
Gürlers Neffe war General Necdet Üruğ, der zwischen 1983 und 1987 ebenfalls Chef des Generalstabes der türkischen Streitkräfte war.